# Gysie Pienaar
Pour les articles homonymes, voir Pienaar.
Pas d'image ? Cliquez ici

a Compétitions nationales et continentales officielles uniquement.

b Matchs officiels uniquement.
Zacharias Matheus Johannes Pienaar dit Gysie Pienaar, né le 21 décembre 1954 à Bloemfontein, est un joueur de rugby à XV sud-africain évoluant au poste d'arrière.

## Biographie
Gysie Pienaar obtient 13 sélections en équipe nationale entre 1980 et 1981. Il est le père de Ruan Pienaar, demi de mêlée des Springboks, champion du monde de rugby en 2007. Il joue en club avec les Free State Cheetahs.